# Eugene Spiro

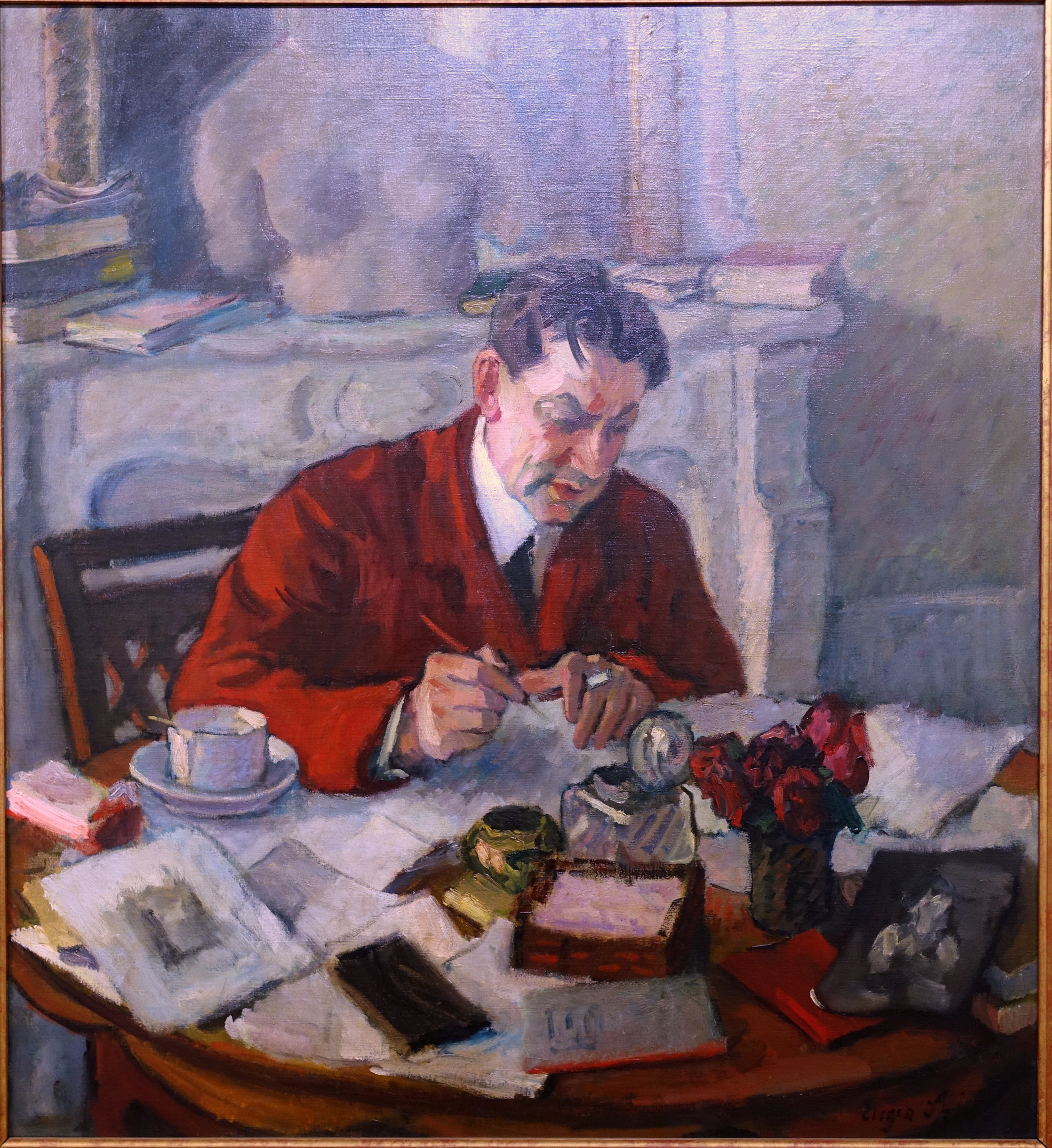
Julius Meier-Graefe, Germanisches Nationalmuseum Norimberga, 1913

Eugene Spiro (Breslavia, 18 aprile 1874 – New York City, 26 settembre 1972) è stato un pittore tedesco di origine polacca, noto per i suoi ritratti di personaggi illustri.

## Biografia
Nato a Breslavia, era uno dei nove figli di un cantore ebreo, Abraham Beer, e di sua moglie, Fanny Form Spiro, studiò arte nella sua città natale sotto la guida del maestro Albrecht Bräuer, in seguito si perfezionò diventando allievo di Franz von Stuck, dopo essersi trasferito a Monaco. Qui iniziò a lavorare come ritrattista, disegnando ritratti femminili per la rivista Der Jugend. Dopo un breve matrimonio con l'attrice Tilla Durieux durato solo due anni (1904-1906), Spiro si trasferì a Parigi dove cercò di apprendere il più possibile dai maestri impressionisti dai quali attinse molte delle sue tecniche pittoriche. Sempre in questo periodo divenne professore alla Académie Moderne e fu uno dei fondatori del Salon d'Automne, ed entrò a far parte del circolo degli artisti e degli intellettuali he frequentavano il Café du Dôme.
Nel 1914 fece ritorno in Germania, a Berlino dove divenne Presidente della Berliner Sezession e professore alla Accademia delle Belle Arti di Berlino. Spiro rimase a Berlino fino all'ascesa al potere di Hitler nel 1933 quando, a causa delle famigerate leggi razziali antisemite, si vide proibire l'attività di insegnante per le sue origini ebraiche. In segno di protesta nel 1934 rassegnò comunque le dimissioni dalla docenza e, dopo aver ottenuto il visto per l'espatrio, riuscì ad emigrare  nuovamente a Parigi nel 1935. Qui svolse la sua attività artistica facendo ritratti di personaggi famosi del mondo intellettuale e politico europeo e dando lezioni private di pittura. Partecipò a diverse mostre internazionali ad Amsterdam e Londra e fu cofondatore e presidente della Union des Artistes libres, creata insieme ad altri artisti esuli o rifugiati ebrei.
Col sopraggiungere del nazismo in terra francese nel 1940, Spiro fu costretto nuovamente a fuggire, questa volta oltreoceano in USA, passando prima in territorio spagnolo e portoghese. Il 18 maggio 1941, dopo mille peripezie e all'età di 67 anni, Spiro giunse a Baltimora,  negli Stati Uniti, e si trasferì nello stesso mese a New York, dove era considerato un artista relativamente sconosciuto. Qui, il 30 settembre 1941 sposò Lilly Jacoby, una donna conosciuta un anno prima nel campo di internamento francese di Gurs, dove anch’essa era stata prigioniera a causa del suo essere ebrea. In quello stesso anno Spiro organizzò la prima delle sue mostre in America alla Galerie St. Etienne di New York, dove avrebbe organizzato ben sette mostre, l'ultima in occasione del suo novantesimo compleanno nel 1964.
Tra il 1948 e il 1952 Spiro fu insegnante presso la Wayman Adams School di Elizabethtown; sempre nel 1952 Spiro fece la sua prima visita dopo la guerra in quella che era nel frattempo diventata la Repubblica Federale Tedesca, dove nel 1958 organizzò una mostra alla Gallerie Wolfgang Gurlitt di Monaco di Baviera.
Spiro morì nel 1972 a New York all'età di 98 anni.